# El Piñero
El Piñero település Spanyolországban,  Zamora tartományban. El Piñero Gema, Sanzoles, Venialbo, San Miguel de la Ribera, Fuentespreadas és Jambrina községekkel határos. Lakosainak száma 215 fő (2024).

## Népesség
A település népessége az utóbbi években az alábbiak szerint változott:
| Lakosok száma | 304  | 282  | 267  | 267  | 254  | 247  | 238  | 227  | 220  | 215  |
|               | 2001 | 2004 | 2007 | 2009 | 2012 | 2014 | 2017 | 2019 | 2022 | 2024 |